# Anthony Blom
Anthony Blom (gedoopt Overveen, 7 april 1744 – Paramaribo, 11 oktober 1807) was een vooraanstaand landbouwkundige in Suriname.
In zijn jeugd leerde hij het vak van hovenier of tuinman. In 1765 werd hij door de Amsterdamse koopman Pieter-Willem van den Heuvel aangesteld als tuinman en blankofficier op de koffieplantage Meerzorg aan de Tapoeripakreek in Commewijne. Van den Heuvel deed dit als gevolmachtigde van Dirk Jan Willem Hatterman, raadslid van het Hof van Politie en Criminele Justitie in Suriname en eigenaar van de plantage Meerzorg. Hatterman was o.a. in deze plantage "ingetrouwd" door zijn huwelijk met Henrietta Anna de la Jaille. 
De functie van blankofficier was zwaar. Hij moest van ’s ochtends vroeg tot ’s avonds laat toezicht houden op alle werkzaamheden en daar verslag over doen aan de directeur. In de eerste vier jaren van zijn verblijf breidde hij de 85 hectare koffie op Meerzorg uit met 32 hectare. Na deze periode werd hij gepromoveerd tot plantagedirecteur. 
In deze jaren deed hij veel kennis op van de landbouw in Suriname. Samen met zijn vriend Floris Visscher Heshuysen vatte hij het plan op om een boek te schrijven over de landbouw in Suriname. In 1786 verscheen het boek Verhandeling over den landbouw, in de Colonie Suriname, volgens eene negentienjaarige ondervinding zamengesteld, door Anthony Blom: in orde gebragt; en met de noodige ophelderingen en bewijsredenen voorzien, door, Floris Visscher Heshuysen, oud schepen der stad Haarlem, mitsgaders oud Raad van Justitie, der Colonie Suriname. Heshuysen had dit boek echter buiten medeweten van Blom uit laten geven. Beide auteurs schreven over en weer verschillende stukken in diverse kranten. De discussie eindigde met de uitgave van de Verhandeling van den Landbouw, in de Colonie Suriname door Anthony Blom in 1787.
In 1792 trouwde hij met Johanna Egberta Eberharda van Griethuijzen. Kort daarna werd hij administrateur. Een administrateur voerde het beheer over een plantage voor eigenaren die niet in Suriname woonden. Meestal kregen zij 10% van de opbrengst van het hoofdproduct en ook nog eens 10% van de bijproducten van de plantage. In 1793 beheerde hij 9 plantages.
Tussen 1801 en 1802 publiceerde Blom De Surinaamsche landman, of verhandeling over verscheiden belangrijke onderwerpen den Surinaamschen landbouw betreffende. In deze publicaties beschreef hij heel nauwkeurig de landbouwtechnieken in die tijd. Ook geven zij een beeld van de bedrijfsvoering, gezagvoering en het slavenleven op een plantage.
Blom had een langetermijnvisie en stond daarom kritisch tegenover de gangbare roofbouw in Suriname. Om in zo kort mogelijk tijd zo veel mogelijk winst te halen werden er veel te veel bomen per hectare geplant en werd er geen vruchtwisseling toegepast. Dit had tot gevolg dat zelfs de vruchtbare plantages in de kustvlakte snel uitgeput raakten. Daarnaast was hij ook tegenstander van het absenteïsme van de plantage-eigenaren.